# Jana Dementjeva
Jana Dementjeva (Charkov, 23 oktober 1978) is een voormalig Oekraïens roeister. Dementjeva werd met de Oekraïense dubbel-vier gediskwalificeerd omdat een van haar ploeggenoten betrapt werd op doping. Dementjeva behaalde tijdens de spelen van 2008 een zevende plaats in de dubbel-twee. Tijdens de wereldkampioenschappen van 2009 won Dementjeva de gouden medaille in de dubbel-vier en een jaar later won Dementjeva een zilveren medaille tijdens de wereldkampioenschappen. Dementjeva haar grootste succes was het winnen van olympisch goud in de dubbel-vier tijdens de spelen van Londen.

## Resultaten
- Wereldkampioenschappen roeien 2003 in Milaan 5e in de dubbelvier
- Olympische Zomerspelen 2004 in Peking gediskwalificeerd in de dubbel-vier
- Wereldkampioenschappen roeien 2005 in Kaizu 4e in de dubbelvier
- Wereldkampioenschappen roeien 2006 in Eton 5e in de dubbel-twee
- Wereldkampioenschappen roeien 2007 in München 4e in de dubbel-vier
- Olympische Zomerspelen 2008 in Peking 7e in de dubbel-twee
- Wereldkampioenschappen roeien 2009 in Poznań  in de dubbel-vier
- Wereldkampioenschappen roeien 2010 in Cambridge  in de dubbel-vier
- Wereldkampioenschappen roeien 2011 in Bled 4e in de dubbel-twee
- Olympische Zomerspelen 2012 in Londen  in de dubbel-vier

1988: Kerstin Förster & Kristina Mundt & Beate Schramm & Jana Sorgers ·
1992: Sybille Schmidt  &  Birgit Peter  & Kerstin Müller & Kristina Mundt·
1996: Katrin Rutschow & Jana Sorgers & Kerstin Köppen & Kathrin Boron·
2000: Manja Kowalski & Meike Evers & Manuela Lutze  & Kerstin Kowalski ·
2004: Kathrin Boron & Meike Evers & Manuela Lutze & Kerstin Kowalski ·
2008: Tang Bin & Xi Aihua & Jin Ziwei & Zhang Yangyang ·
2012: Kateryna Tarasenko & Natalija Dovhodko & Anastasija Kozjenkova & Jana Dementjeva·
2016: Annekatrin Thiele, Carina Bär, Julia Lier, Lisa Schmidla ·
2020: Chen Yunxia & Zhang Ling & Lü Yang & Cui Xiaotong ·
2024: Lauren Henry & Hannah Scott & Lola Anderson & Georgina Brayshaw